# Gmina Oporów
Die Gmina Oporów ist eine Landgemeinde im Powiat Kutnowski der Woiwodschaft Łódź in Polen. Ihr Sitz ist das gleichnamige Dorf mit etwa 330 Einwohnern.

## Geographie

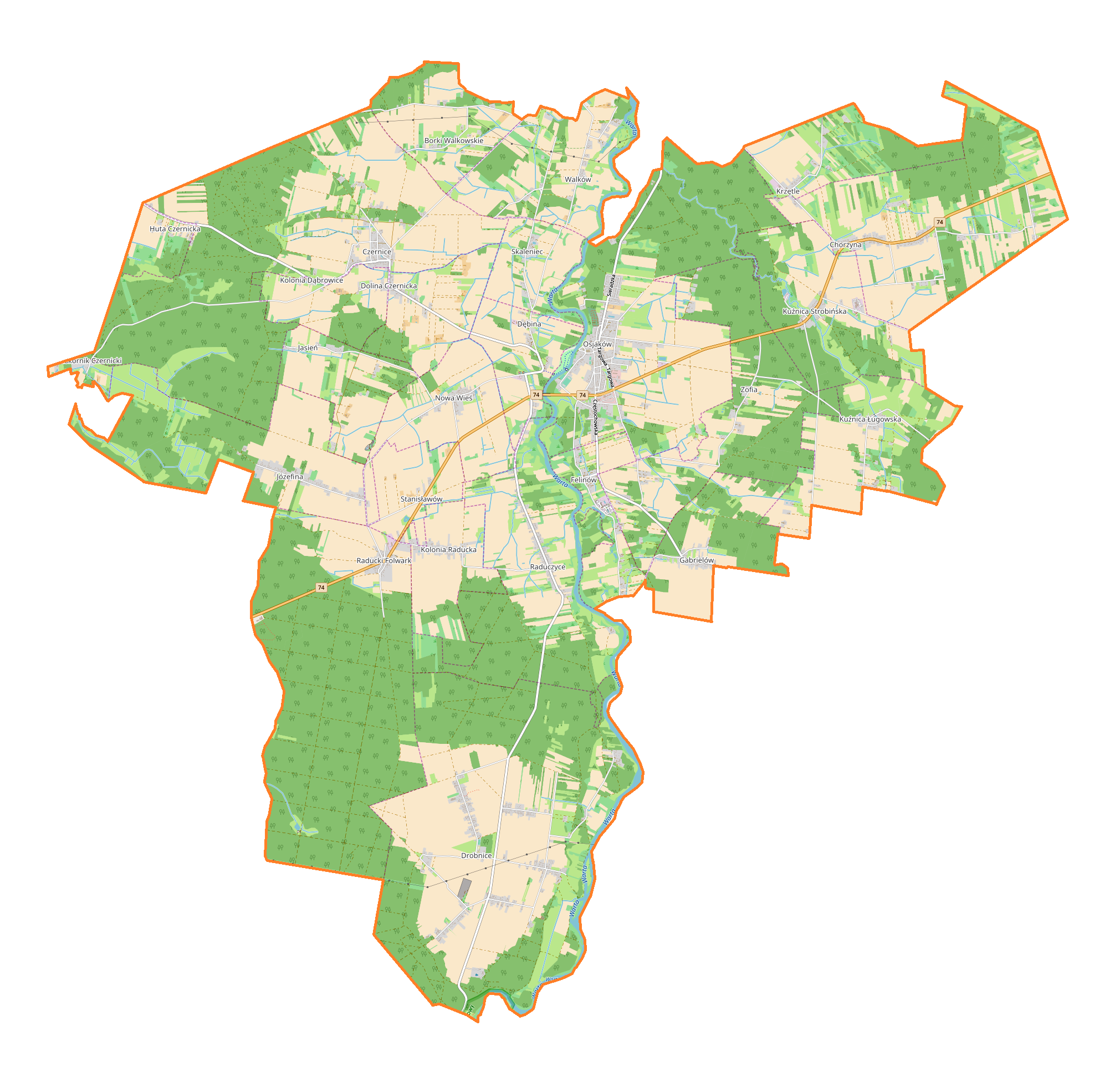
Karte der Gemeinde

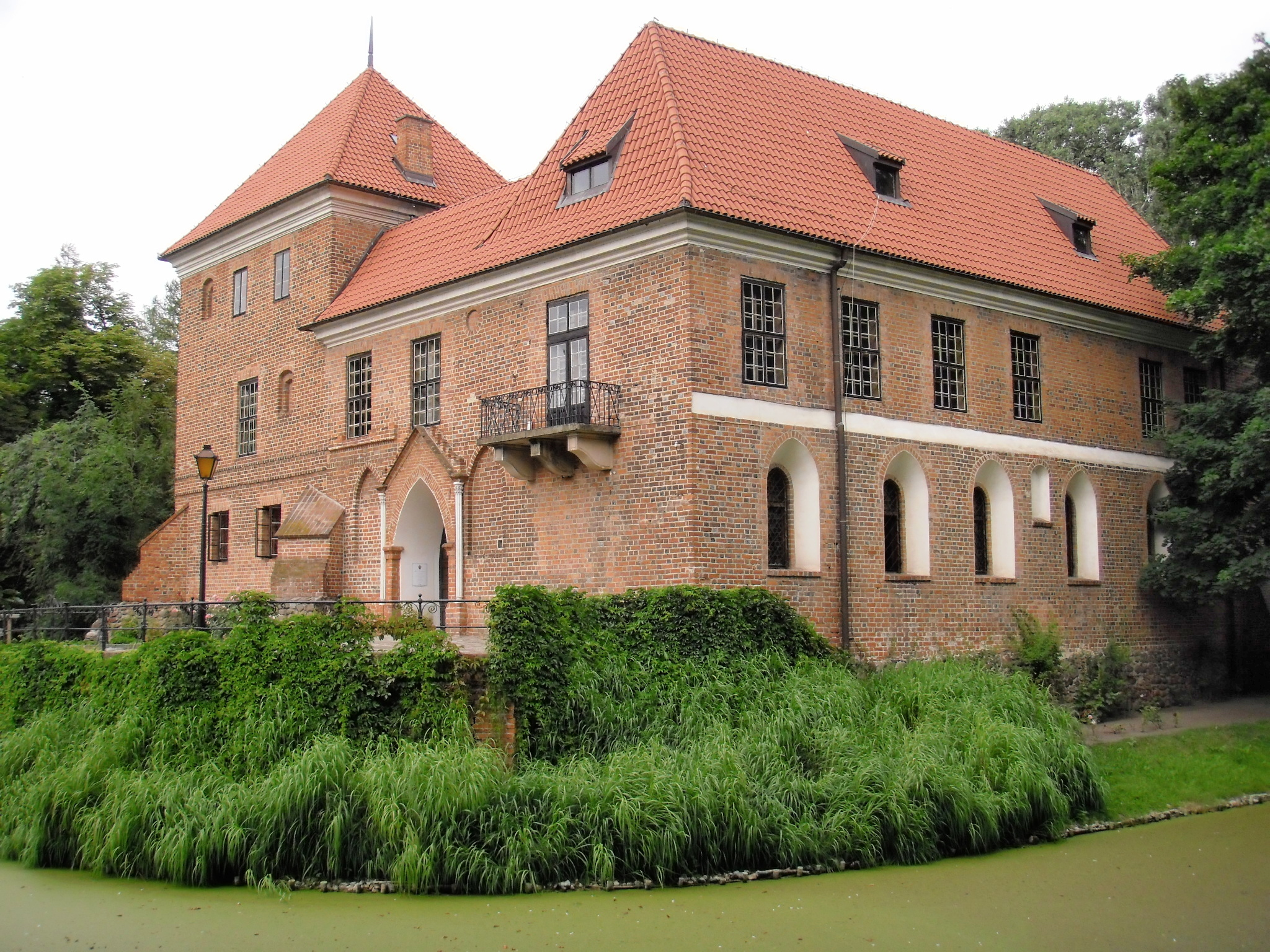
Wasserburg in Oporów

Die Gemeinde liegt im Norden der Woiwodschaft und grenzt im Nordosten an die Woiwodschaft Masowien. Nachbargemeinden sind Bedlno, Krzyżanów, Kutno, Pacyna, Strzelce, Szczawin Kościelny und Żychlin. Die Kreisstadt Kutno liegt sechs Kilometer westlich und Łódź etwa sechzig Kilometer südlich.

## Geschichte
Die Gemeinde wurde 1973 aus Gromadas wieder gebildet. Von 1975 bis 1998 gehörte die Landgemeinde zur Woiwodschaft Płock. Der Powiat wurde in dieser Zeit aufgelöst. Im Jahr 1999 kam die Landgemeinde zur Woiwodschaft Łódź und zum wieder errichteten Powiat Kutnowski.

## Gliederung
Die Landgemeinde (gmina wiejska) Oporów mit 2487 Einwohnern (Stand 31. Dezember 2020) besteht aus 23 Dörfern mit 24 Schulzenämtern (sołectwa) und 16 kleineren Orten.
Golędzkie
Janów
Jastrzębia
Jaworzyna
Jurków I & II
Kamienna
Kolonia-Oporów
Kurów-Parcel
Kurów-Wieś
Mnich-Ośrodek
Mnich-Południe
Oporów
Pobórz
Podgajew
Samogoszcz
Skarżyn
Skórzewa
Stanisławów
Świechów
Szczyt
Wola Owsiana
Wola Prosperowa
Wólka-Lizigódź
Kleinere Orte der Gemeinde ohne Schulzenamt sind Adamów, Anin, Dobrzewy, Feliksów, Gajew, Grotowice, Halinów, Kolonia Mnich, Kolonia Pobórz, Łowiczówka, Mnich-Probostwo, Raj, Skarżynek, Szymanówka, Wólka-Janki und der Weiler Świechów-Parcel.

## Sehenswürdigkeiten
Zu den Baudenkmalen der Gemeinde gehören die Wasserburg mit ihrem Park und das Paulinerkloster mit der Kirche St. Martin im Hauptort sowie die Pfarrkirche von Mnich.